# カトリーヌ高野
カトリーヌ高野（カトリーヌたかの、1983年1月21日 - ）は、日本の元グラビアアイドル、タレント。女優として舞台などに出演したこともあった。
グローエンターテイメント所属。

## 来歴・人物
- 石川県出身。
- デビューのきっかけは『月刊De-View』（オリコン・エンタテインメント）。
- 2007年7月にグローエンターテイメントへ移籍。
- 2008年1月にR-1ぐらんぷりに出場。
- NEO女子プロレスの広報宣伝部長を務めている。
- 同じ事務所所属の矢部美希と島田早希の期間限定ユニット『ECO HERBS』のプロデュースを務めていた。
- 以前はエステティシャンをやっていたことがある[1]。
- 『カトリーヌ』として登場する時は、眼鏡をかけて首にはスカーフ、紺色のジャケットという姿が多い。カトリーヌとして活動するようになってから、バストのサイズが2カップ上がったという[1]。
- 2008年2月5日に温泉ソムリエに認定された[2]。
- 舌の力が強く、舌にひもを引っ掛けてそれをダンベルや水入りのペットボトルにつなぎ、持ち上げることが出来る。『あらびき団』では、1.5リットルの水入りペットボトルを持ち上げるという技を披露した。2008年7月26日付（7月25日発行）の日刊ゲンダイ3面の『@失礼します』コーナーに掲載された時は、タンドル（舌のアイドル）を自称していた。
- 2009年6月17日、ダイナマイトオレンジのリーダー・ベース渡辺直人と入籍。[3]

## 出演

### テレビ
- ズバリ言うわよ!（TBSテレビ） - 『女100人 幸せ白書』、後ろの女性100人の一人で出演
- あらびき団（TBSテレビ） - 2008年7月2日（第34回）
- 全力坂（テレビ朝日） - 2008年7月8日、7月14日
- ガリンペイロex（東京MXテレビ）
- アリケン（テレビ東京） - 2008年10月25日、『商品紹介アイドル（パブ）オーディション』
- 大冒険ジャンバリ（2007年10月 - 2009年9月）

### ラジオ
- 村山ひとしのキャラリンッぱ!（かつしかFM） - 2008年2月29日、3月7日

### インターネットテレビ
- 井上公造のスーパー芸能（あっ!とおどろく放送局） - アシスタント
- カトリーヌ高野のなるほどね～（あっ!とおどろく放送局） - 2008年7月6日からレギュラー
- カトリーヌ高野のサンデージャンバリ!!&大冒険ジャンバリ!!（ジャンバリ.TV）

### 映画
- 真夜中のマーチ（下山天監督、2007年）

### 舞台
- 世間離れ（2006年）
- おんな（2007年）
- あたいたち（2007年）
- 金色夜叉 〜金色夜叉の逆襲・月蝕を自ら操作する〜（月蝕歌劇団公演、2008年3月13日 - 16日、池袋・あうるすぽっと） - 牡丹 役

### Vシネマ
- 爆乳戦隊バーストレンジャー （禅ピクチャーズ）